# Categoría Primera B
De Categoría Primera B, om sponsorredenen ook Torneo Postobón genoemd, is het tweede en laagste niveau van het professionele voetbal in Colombia. 
De competitie werd in 1991 gestart door de División Mayor del Fútbol Colombiano en bestaat uit 18 teams die in twee regionale poules spelen. Er zijn jaarlijks twee competities (Torneo Apertura en Torneo Finalización) waarvan de winnaars in een play-off uitmaken welk team naar de Categoría Primera A promoveert. 

## Statistieken
| Seizoen | Kampioen (#)                | Runner-up               | 3de               |
| ------- | --------------------------- | ----------------------- | ----------------- |
| 1991    | Envigado (1)                | Alianza Llanos          | Atlético Huila    |
| 1992    | Atlético Huila (1)          | Alianza Llanos          | Cortuluá          |
| 1993    | Cortuluá (1)                | Fiorentina de Florencia | Atlético Palmira  |
| 1994    | Deportes Tolima (1)         | Deportivo Antioquia     | Lanceros Boyacá   |
| 1995    | Atlético Bucaramanga (1)    | Lanceros Boyacá         |                   |
| 1995–96 | Cúcuta Deportivo (1)        | Girardot                |                   |
| 1996–97 | Deportivo Unicosta (1)      | Lanceros Boyacá         | Deportivo Pasto   |
| 1997    | Atlético Huila (2)          | Cúcuta Deportivo        |                   |
| 1998    | Deportivo Pasto (1)         | Deportivo Pereira       | Real Cartagena    |
| 1999    | Real Cartagena (1)          | Itagüí Ditaires         | Deportivo Pereira |
| 2000    | Deportivo Pereira (1)       | Unión Magdalena         | Expreso Palmira   |
| 2001    | Deportes Quindío (1)        | Deportivo Rionegro      | Unión Magdalena   |
| 2002    | Centauros Villavicencio (1) | Alianza Petrolera       | Niet toegekend    |
| 2003    | Boyacá Chicó (1)            | Pumas de Casanare       | 'Niet toegekend   |
| 2004    | Real Cartagena (2)          | Deportivo Antioquia     | Niet toegekend    |
| 2005    | Cúcuta Deportivo (2)        | Bajo Cauca              | Niet toegekend    |
| 2006    | La Equidad (1)              | Valledupar              | Cortuluá          |
| 2007    | Envigado (2)                | Academia                | Niet toegekend    |
| 2008    | Real Cartagena (3)          | Deportivo Rionegro      | Niet toegekend    |
| 2009    | Cortuluá (2)                | Atlético Bucaramanga    | Niet toegekend    |
| 2010    | Itagüí Ditaires (1)         | Deportivo Pasto         | Niet toegekend    |
| 2011    | Deportivo Pasto (2)         | Patriotas               | Niet toegekend    |
| 2012    | Alianza Petrolera (1)       | América de Cali         | Niet toegekend    |
| 2013    | Uniautónoma (1)             | Fortaleza               | Niet toegekend    |
| 2014    | Jaguares de Córdoba (1)     | Deportes Quindío        | Niet toegekend    |
| 2015    | Atlético Bucaramanga (2)    | Fortaleza               | Niet toegekend    |
| 2016    | América de Cali (1)         | Tigres                  | Niet toegekend    |
| 2017    | Boyacá Chicó (2)            | Leones                  | Niet toegekend    |

Atlético · Barranquilla · Bogotá · Boyacá Chicó · Boca Juniors de Cali · Cortuluá · Deportes Quindío · Deportivo Pereira · Fortaleza · Itagüí Leones · Llaneros · Orsomarso · Real Cartagena · Real San Andrés · Tigres · Valledupar